# Kerman Tour
O Kerman Tour (também chamado Tour of Kerman) é uma competição de ciclismo profissional por etapas que se disputa no Irão.
Disputa-se desde a criação dos Circuitos Continentais da UCI no 2005 fazendo parte do UCI Asia Tour, dentro da categoria 2.2 (última categoria do profissionalismo).
O número de etapas tem ido variando desde as seis e sete iniciais até às cinco atuais passando por 4 (mais um prólogo).
Devido a uma mudança de datas a edição do 2009 não se disputou, já que a partir de dita data começou a disputar no mês de fevereiro. Anteriormente disputava-se finais de ano.
O ganhador de 2011, Mahdi Sohrabi, fez história ao ganhar todas as etapas e a geral.

## Palmarés
| Ano  | Ganhador             | Segundo              | Terceiro             |
| ---- | -------------------- | -------------------- | -------------------- |
| 2005 | Hossein Askari       | Sergej Tretyakov     | Bakhtiyar Mamyrov    |
| 2006 | Ghader Mizbani       | Hossein Askari       | Ahad Kazemi          |
| 2007 | Pavel Nevdakh        | Ghader Mizbani       | Eugen Wacker         |
| 2008 | Ghader Mizbani       | Abbas Saeidi         | Hamid Shiri          |
| 2009 | edição não realizada | edição não realizada | edição não realizada |
| 2010 | Abbas Saeidi         | Hamed Jannat         | Amir Zargari         |
| 2011 | Mahdi Sohrabi        | Samad Poor Seiedi    | Rasoul Barati        |

## Palmarés por países
| País        | Vitórias |
| ----------- | -------- |
| Irão        | 5        |
| Cazaquistão | 1        |